# Twig
Twig est un moteur de templates pour le langage de programmation PHP, utilisé par défaut par le framework Symfony.
Il a été inspiré par Jinja, moteur de template Python.

## Fonctionnalités
- contrôle de flux complexe
- échappement automatique
- héritage des templates
- filtres variables[3]
- internationalisation (via gettext)
- macros
- langage extensible[4].

Supportés par les environnements de développement intégrés tels que :
- Eclipse
- Komodo
- NetBeans
- PhpStorm (nativement)
- Microsoft Visual Studio

Et les éditeurs de texte :
- Atom
- emacs
- Notepad++
- Sublime Text
- TextMate
- vim

## Syntaxe
- {{ ... }} : appel à une variable ou une fonction PHP, ou un template Twig parent ({{ parent() }}).
- {# ... #} : commentaires.
- {% ... %} : commande, comme une affectation, une condition, une boucle ou un bloc HTML.
  - {% set foo = 'bar' %} : assignation[6].
  - {% if i is defined and i == 1 %} ... {% endif %} : condition.
  - {% for i in 0..10 %} ... {% endfor %} : compteur dans une boucle.
- ' : caractère d'échappement.

Pour créer un tableau itératif :
```
{%
 
set
 
myArray
 
=
 
[
1
,
 
2
]
 
%}

```

Un tableau associatif :
```
{%
 
set
 
myArray
 
=
 
{
'key'
:
 
'value'
}
 
%}

```

### Précédence des opérateurs
Du moins au plus prioritaire :
| Opérateur   | Rôle                                               |
| ----------- | -------------------------------------------------- |
| b-and       | Et booléen                                         |
| b-xor       | Ou exclusif                                        |
| b-or        | Ou booléen                                         |
| or          | Ou                                                 |
| and         | Et                                                 |
| ==          | Est-il égal                                        |
| !=          | Est-il différent                                   |
| <           | Inférieur                                          |
| >           | Supérieur                                          |
| >=          | Supérieur ou égal                                  |
| <=          | Inférieur ou égal                                  |
| in          | Dans                                               |
| matches     | Correspond                                         |
| starts with | Commence par                                       |
| ends with   | Se termine par                                     |
| ..          | Séquence (ex : 1..5)                               |
| +           | Plus                                               |
| -           | Moins                                              |
| ~           | Concaténation                                      |
| *           | Multiplication                                     |
| /           | Division                                           |
| //          | Division arrondie à l'inférieur                    |
| %           | Modulo                                             |
| is          | Test (ex : is defined ou is not empty)             |
| **          | Puissance                                          |
| \|          | Filtre                                             |
| []          | Entrée de tableau                                  |
| .           | Attribut ou méthode d'un objet (ex : country.name) |

### Filtres
Les filtres fournissent des traitements sur une expression, si on les place après elle séparés par des pipes. Par exemple :
- capitalize : met une majuscule à la première lettre d'une chaine de caractères.
- upper : met la chaine en lettres capitales.
- first : affiche la première ligne d'un tableau.
- length : renvoie la taille de la variable.

### Variables spéciales
- loop contient les informations de la boucle dans laquelle elle se trouve. Par exemple loop.index donne le nombre d'itérations déjà survenue.
- Les variables globales commencent par des underscores, par exemple :
  - _route (partie de URL située après le domaine)
  - _self (nom de du fichier courant)

Donc, pour obtenir la route d'une page : {{ path(app.request.attributes.get('_route'), app.request.attributes.get('_route_params')) }}
- Les variables d'environnement CGI, telles que {{ app.request.server.get('SERVER_NAME') }}

## Exemple
Si le fichier "base.html" contient l'en-tête et le pied de page HTML communs à toutes les pages, ces dernières peuvent en hériter avec le mot extends.
```
{%
 
extends
 
"base.html.twig"
 
%}

{%
 
block
 
navigation
 
%}

    
<
ul
 
id
=
"navigation"
>

    
{%
 
for
 
item
 
in
 
navigation
 
%}

        
<
li
>

            
<
a
 
href
=
"
{{
 
item.href
 
}}
"
>

                
{%
 
if
 
item.level
 
==
 
2
 
%}

                      
{{
 
item.name
|
upper
 
}}

                
{%
 
endif
 
%}

            
</
a
>

        
</
li
>

    
{%
 
endfor
 
%}

    
</
ul
>

{%
 
endblock
 
navigation
 
%}

```